# Schlacht bei Vimory
In der Schlacht bei Vimory (in der Nähe von Montargis) trafen am 26. Oktober 1587 während des Achten Hugenottenkriegs die katholische Armee unter dem Kommando des Herzogs von Guise auf von den Protestanten aufgestellte deutsche und schweizerische Reîtres, die mit englischen Geldern und vom dänischen König Friedrich II. finanziert wurden.

## Die Schlacht
Nachdem die rund 2800 Söldner Lothringen geplündert hatten, durchquerten sie Burgund und ließen sich in der Beauce nieder. Ihre Kommandeure Fabian I. von Dohna und der Herzog von Bouillon verstanden sich nicht, ebenso wenig wie die schweizerischen und die deutschen Söldner.
Die von den Deutschen separierten Schweizer wurden von der Armee des Herzogs von Guise (etwa 3700 Mann, darunter 1100 Reiter) überrascht und in die Flucht geschlagen. Der Kampf tobte bei Vimory und dem Schloss Bechereau, dem Feldlager der Truppen des Herzogs von Guise. Die Söldner zogen sich zurück und ließen sich in der Burg Auneau nieder. Der Kommandeur der Schweizer stimmte Verhandlungen mit König Heinrich III. zu.
Die Verluste der protestantischen Seite beliefen sich auf mehrere hundert Mann, die der katholischen Seite auf etwa hundert.